# Garlan
Garlan is een gemeente in het Franse departement Finistère (regio Bretagne). De plaats maakt deel uit van het arrondissement Morlaix. Garlan telde op 1 januari 2022 1.063 inwoners.

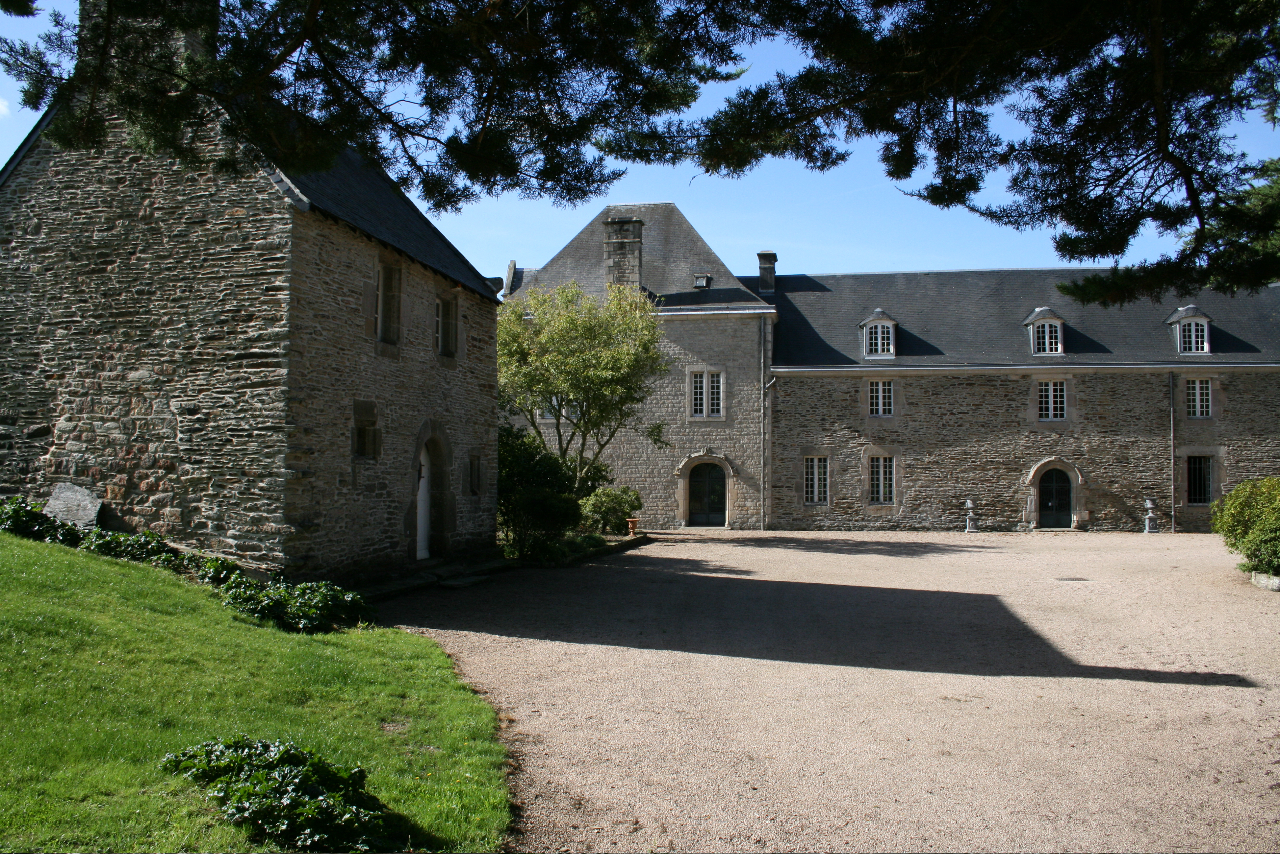
Château du Bois de la Roche
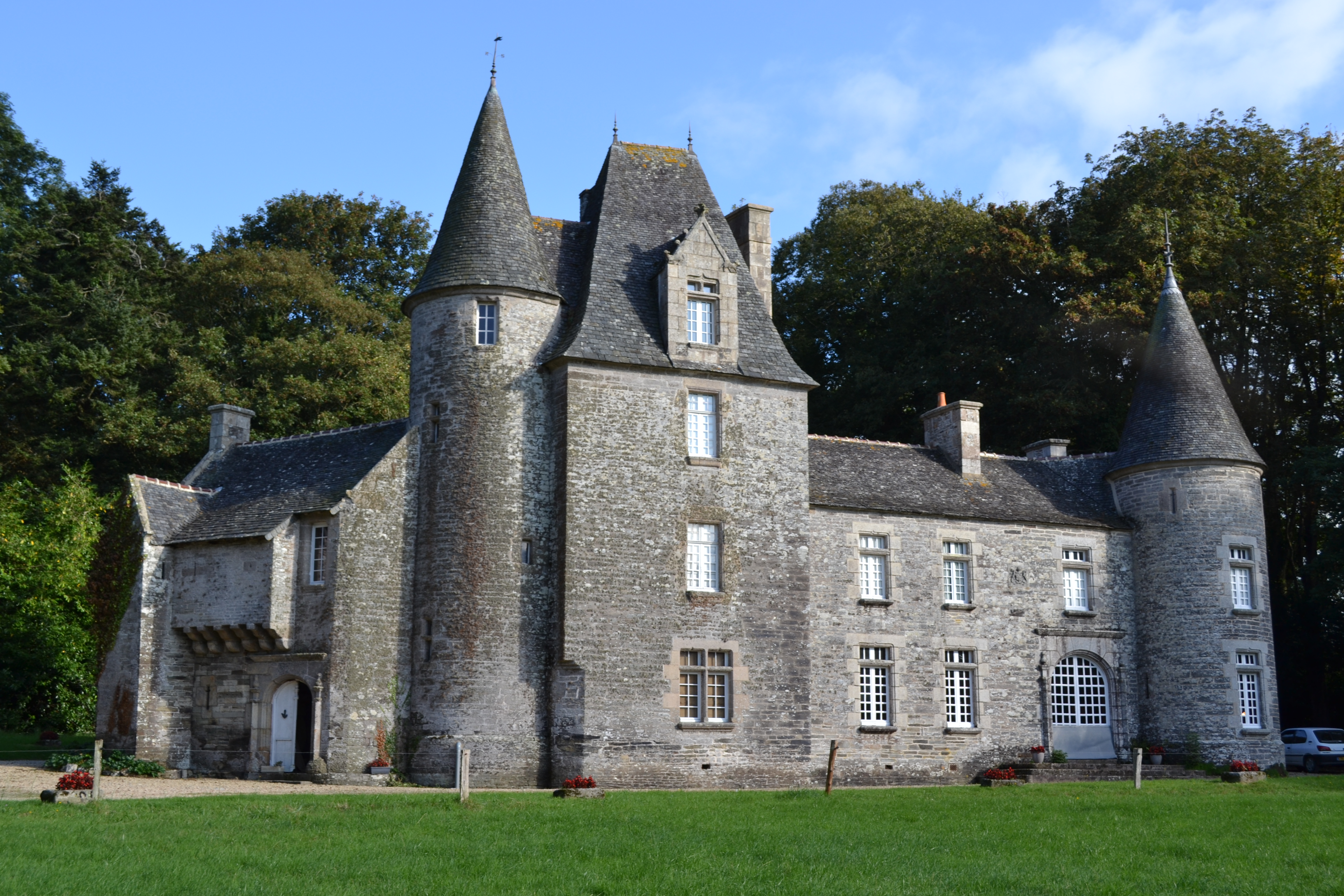
Château de Kervezec

## Geografie
De oppervlakte van Garlan bedroeg op 1 januari 2022 13,34 vierkante kilometer; de bevolkingsdichtheid was toen 79,7 inwoners per km².

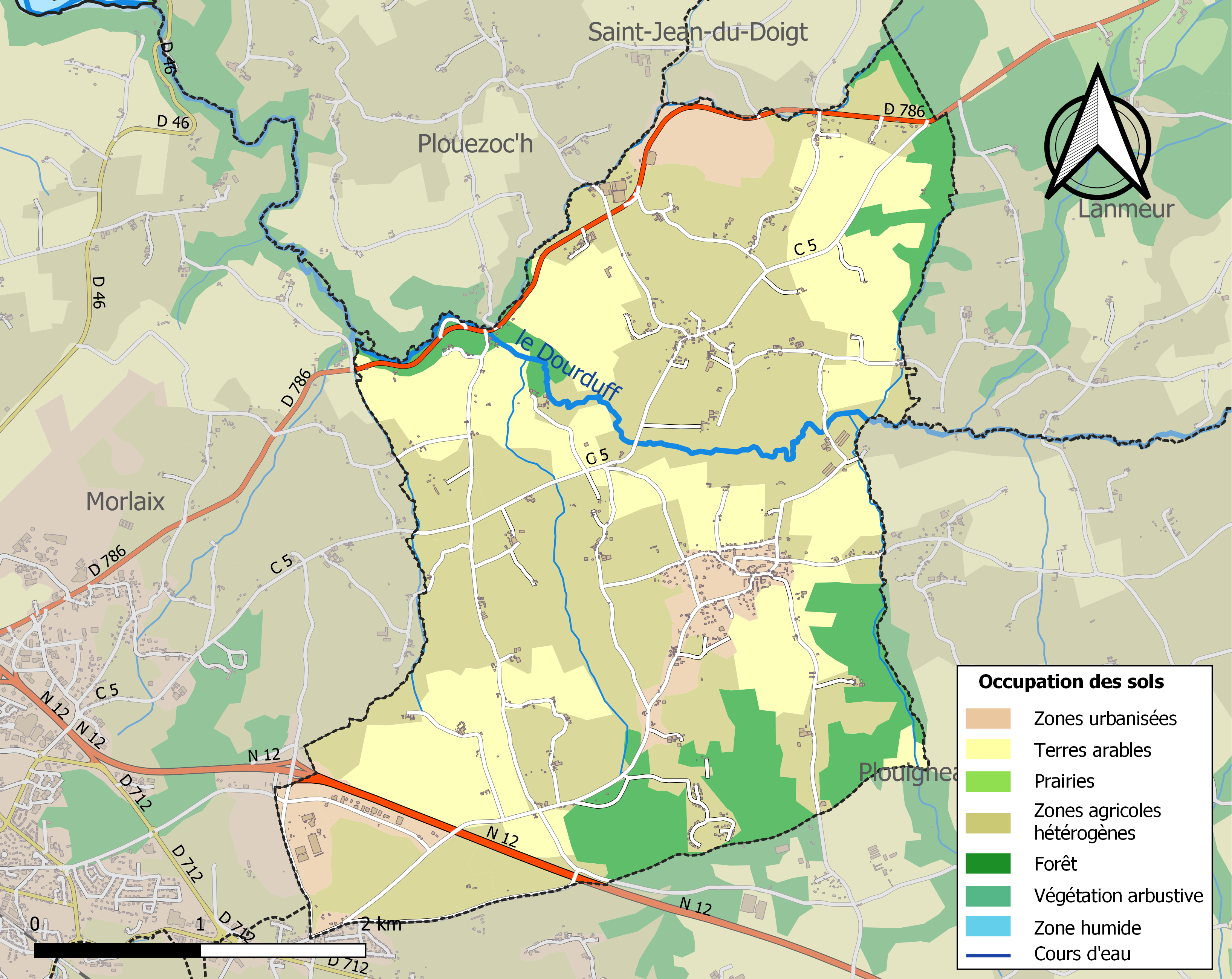
Kaart van de gemeente met belangrijkste infrastructuur, bodemgebruik en omliggende gemeenten

## Demografie
Onderstaande figuur toont het verloop van het inwonertal (bron: INSEE-tellingen).